# W (アルバム)
『W』（ダブリュー）は、1982年6月21日にリリースされた、ロックバンドARBの5枚目のスタジオ・アルバム。

## 収録曲
特記以外　作詞：石橋凌　作曲：田中一郎　全編曲：ARB
1. ウィスキー&ウォッカ
2. ユニオン・ロッカー
3. Heavy Days
作曲：石橋凌
4. 二人のバラッド
5. 愛しておくれ
作詞：柴山俊之
6. モノクロ・シティ (MAN STAND UP,WOMAN YOU,TOO)
作曲：石橋凌
7. SIX,SEX,SAX
8. エイリーン
7枚目のシングルのB面
9. ロフト23時
10. ハ・ガ・ク・レ
11. クレイジー・ラブ
作詞：柴山俊之　作曲：木戸やすひろ
7枚目のシングル